# Porcellio intermedius
Porcellio intermedius is een pissebed uit de familie Porcellionidae. De wetenschappelijke naam van de soort is voor het eerst geldig gepubliceerd in 1953 door Schmoelzer.